# ماثيو ستادلر
ماثيو ستادلر (بالإنجليزية: Matthew Stadler)‏‏ (1959 - ) روائي، وشاعر من الولايات المتحدة.

## الجوائز
- زمالة غوغنهايم
- جائزة لامدا الأدبية

## روابط خارجية
- ماثيو ستادلر على موقع ميوزك برينز (الإنجليزية)